# Essling (Vienne)
Essling (ou Eßling) était jusqu'en 1938 une commune de Basse-Autriche, devenue quartier de la ville de Vienne dans le 22e arrondissement de Vienne Donaustadt ainsi qu'une des 89 communautés cadastrales de Vienne.

## Géographie
Essling est délimité au sud par le parc de la Lobau, au nord et à l'est par les villages Groß-Enzersdorf, Raasdorf et Aderklaa et à l'ouest par les quartiers viennois d'Aspern et Breitenlee. Essling couvre une superficie de 497,78 ha. 

## Histoire

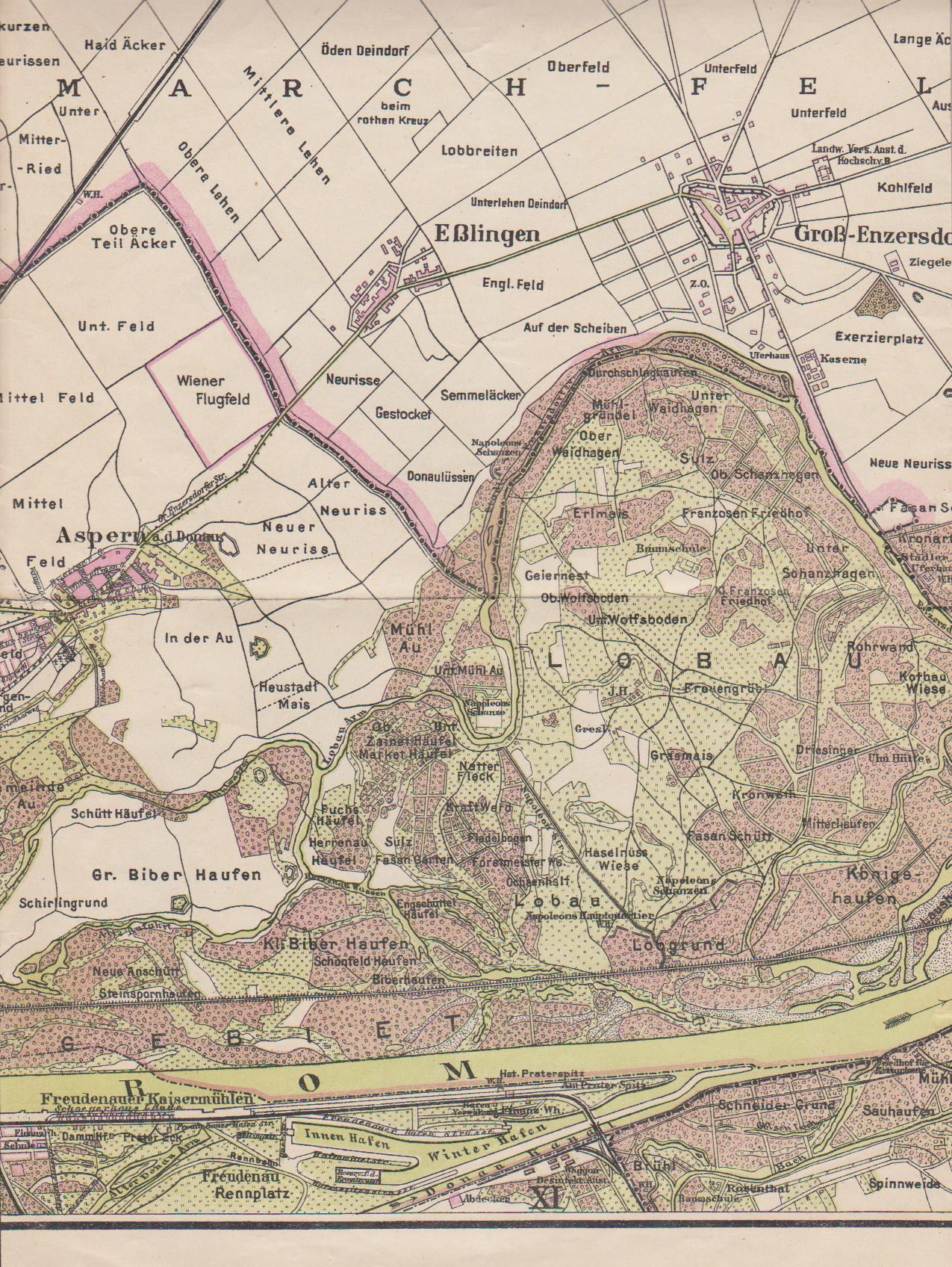
Eßlingen sur un plan de 1912

Essling est durant les guerres napoléoniennes le théâtre de la bataille d'Essling qui mit aux prises les troupes françaises et autrichiennes du 20 au 22 mai 1809. Considérée par les autrichiens comme une victoire et par les français comme un échec provisoire, elle se solda par la perte de 45 000 soldats des deux armées, et en particulier, du côté français, par celle du maréchal Lannes, mort le 31 mai des suites des blessures reçues le 22.

## Culture

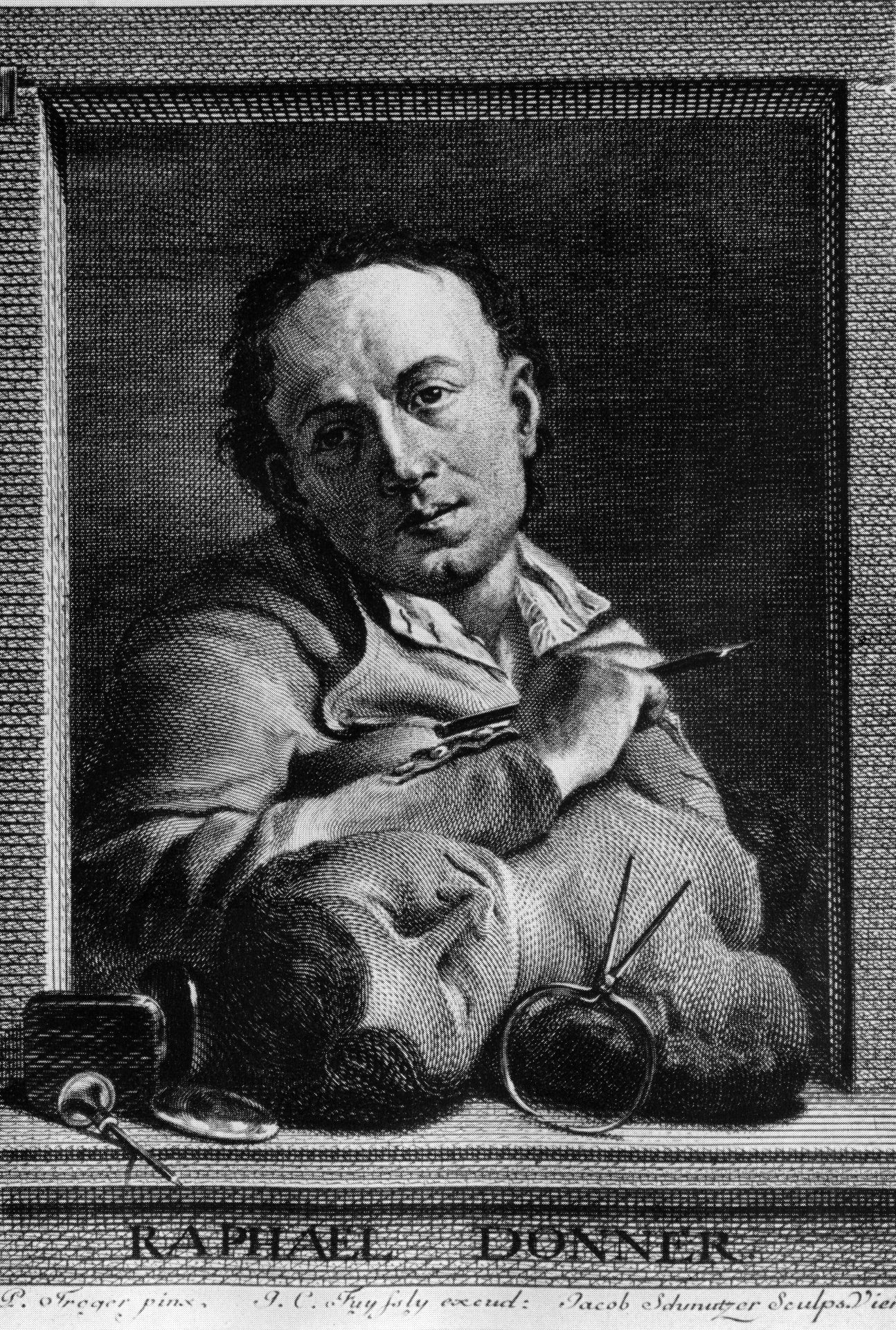
Georg Raphael Donner

- Georg Raphael Donner, né à Essling en 1693 est resté comme un des plus grands sculpteurs germaniques de son temps. Ses œuvres sont visibles à Vienne, Gurk, Salzbourg, Dresde et Bratislava.

## Littérature
- Sophie Schwindshackl : Esslingen im Viertel unter dem Manhartsberg. Diplomarbeit, Universität Wien 1996